# Rich Swann
Richard "Rich" Swann (Baltimore, 15 de fevereiro de 1991) é um lutador americano de luta livre profissional. Ele atualmente trabalha para a Impact Wrestling  . Ele é melhor conhecido pelo seu trabalho no circuito independente americano, passando por promoções como Evolve, Full Impact Pro (FIP) e Pro Wrestling Guerrilla (PWG). Também fez aparições na Chikara, Combat Zone Wrestling (CZW), Dragon Gate, Dragon Gate USA e Jersey All Pro Wrestling (JAPW).
Foi por duas vezes vencedor do FIP World Heavyweight Championship e uma vez do Campeonato dos Pesos-Médios da WWE, Open the United Gate Championship, Open the Owarai Gate Championship e Open the Triangle Gate Championship.

## Na luta livre
- Movimentos de finalização
  - Como Rich Swann

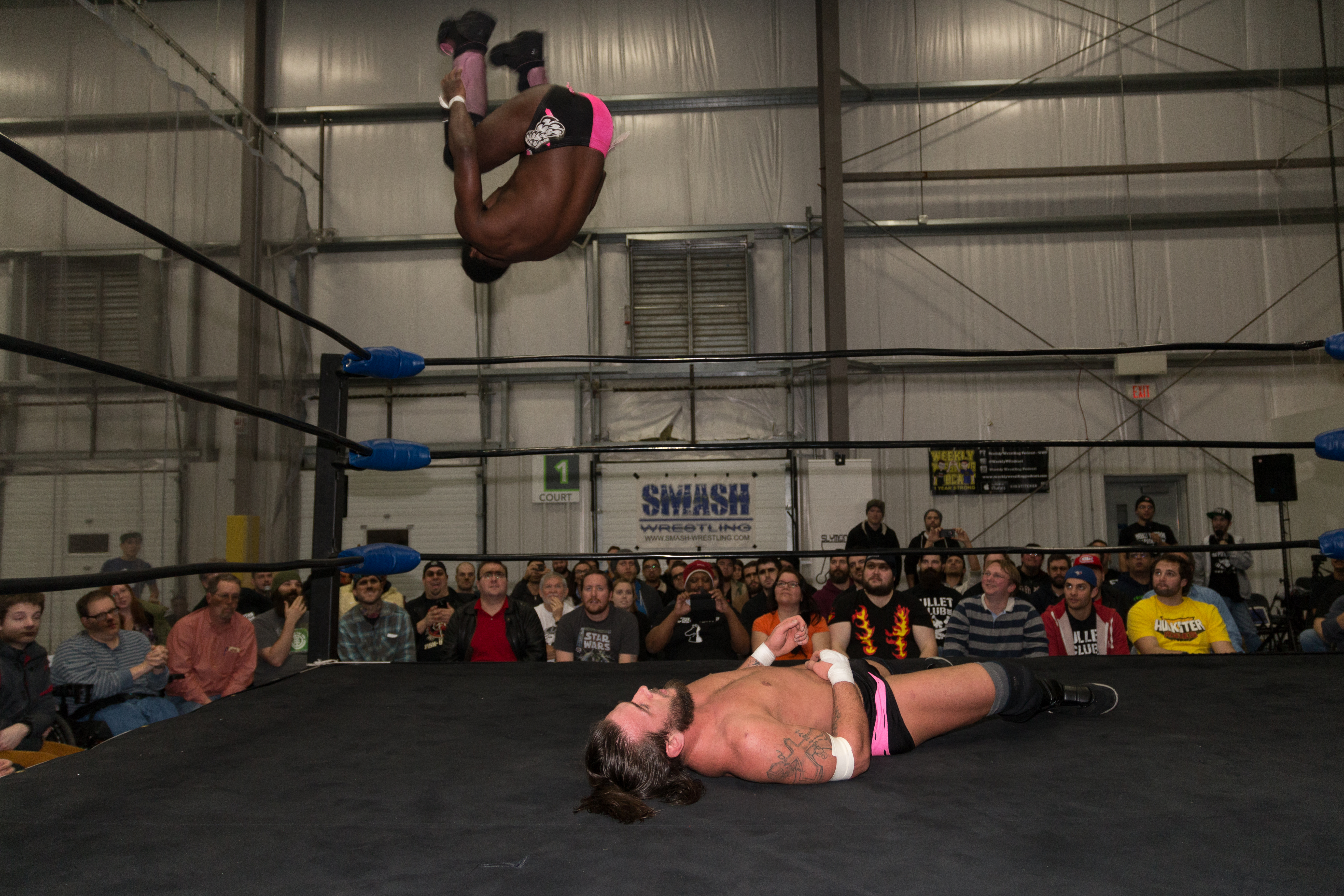
Swann aplicando um 450° splash em JT Dunn

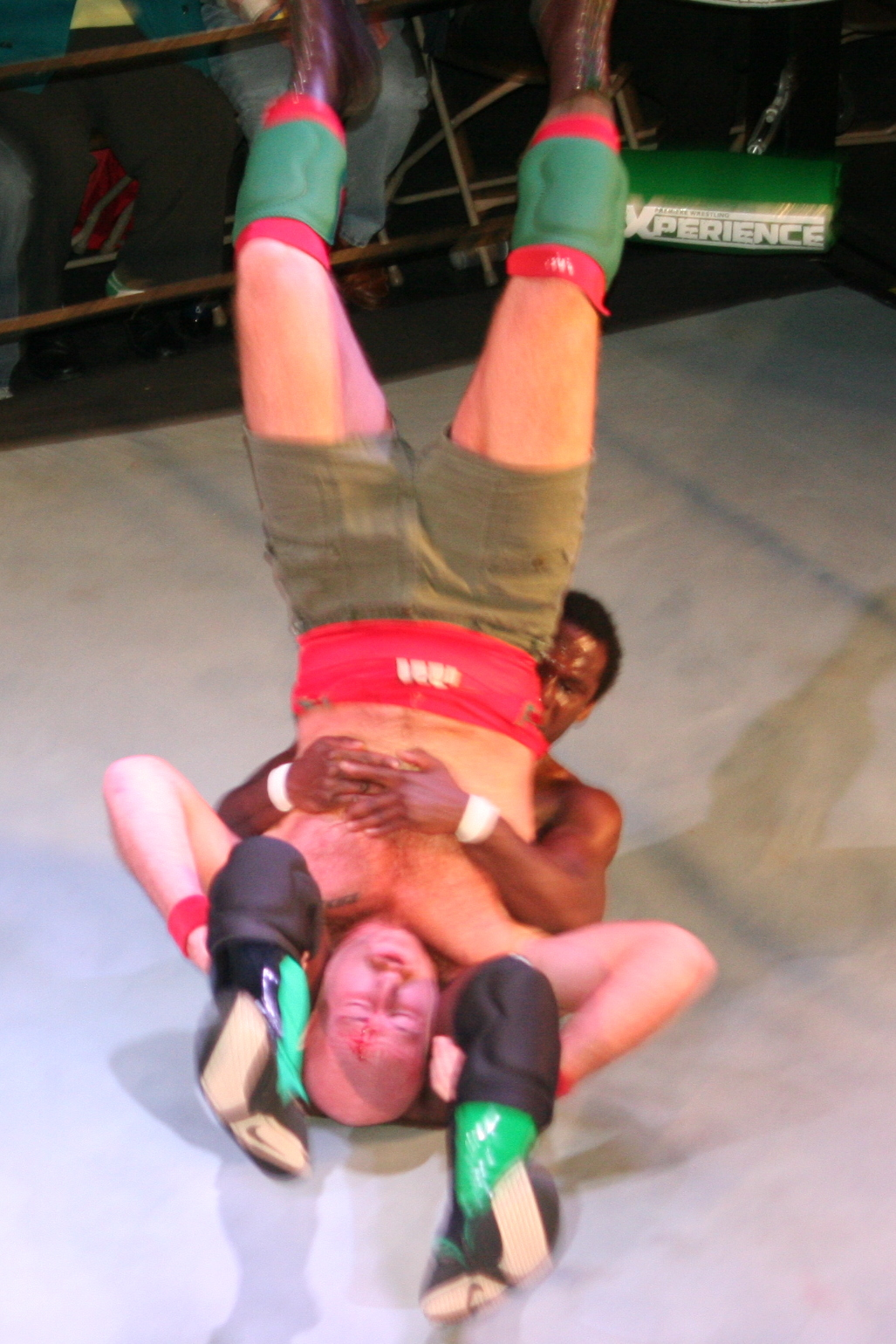
Swann aplicando um piledriver em Jake Manning

    - Chicken Fried Driver (Spinning vertical suplex piledriver)[3][10]
    - Five Star Swann Splash[9][10] (Frog splash)[11]
    - Rich Kick[7] / Standing 450° splash,[3][8][9][10] às vezes implodindo[10]

  - Como Swann Hansen
    - Western Lariat (Lariat)[6][12] – parodiado de Stan Hansen
- Movimentos secundários
  - Backflip Nika Kick (Backflip kick)[3]
  - Handspring cutter[13][14][15][16]
  - Leap from Swann Pond (Rolling thunder em um standing frog splash)[2][3][17]
  - Standing Shooting-Swann Press (Standing shooting star press)[3]
  - Standing top rope hurricanrana[13][18][19][20]
  - Swannaca-rana (Hurricanrana)[3]
  - Tornado Spin Kick[10] (540 kick)[9]
- Alcunhas
  - "Mr. Standing 450"[3]
- Temas de entrada
  - "Fight Like This" de Decyfer Down[7] (CZW)
  - "I'm on a Boat" de The Lonely Island[3] (CZW)
  - "Ronin Baby!" de Rich Swann[21] (DG / DGUSA)
  - "Junction, Baby!" de Rich Swann[2] (DG / DGUSA)
  - "World-1 Baby!" de Rich Swann[22] (DG / DGUSA)
  - "All Night Long (All Night)" de Lionel Richie[23] (DG / DGUSA / PWG)
  - "Around the World" de CFO$[24] (WWE; 20 de janeiro de 2016–presente)

## Campeonatos e prêmios
- Impact Wrestling
  - Impact World Championship (1 time)
  - Impact X Division Championship (1 time)
- Dragon Gate
  - Open the Owarai Gate Championship (1 vez)[6]
  - Open the Triangle Gate Championship (1 vez) – com Naruki Doi e Shachihoko Boy[25]
- Evolve Wrestling
  - Open the United Gate Championship (1 vez) – com Johnny Gargano[26]
- Full Impact Pro
  - FIP Tag Team Championship (1 vez) – com Roderick Strong[27]
  - FIP World Heavyweight Championship (2 vezes)[28][29]
  - Florida Rumble (2014) – com Caleb Konley[30]
- NWA Florida Underground Wrestling/NWA Signature Pro
  - FUW Flash Championship (1 vez)[31]
- Pro Wrestling Illustrated
  - PWI colocou-o em 119ºdos 500 melhores lutadores na PWI 500 em 2015[32]
- Real Championship Wrestling
  - RCW Cruiserweight Championship (1 vez)[33]
- Revolution Pro Wrestling
  - Undisputed British Tag Team Championship (1 vez) – com Ricochet[34][35]
- SoCal Uncensored
  - Luta do ano (2013) com Ricochet vs. DojoBros (Eddie Edwards e Roderick Strong) e The Young Bucks (Matt Jackson e Nick Jackson) em 9 de agosto[36]
- WWE
  - WWE Cruiserweight Championship (1 vez)[37]